# Новояблоновка
Новоя́блоновка — деревня в Чановском районе Новосибирской области. Входит в состав Таганского сельсовета.

## География
Площадь деревни — 10 гектаров.

## Население
| 2002 | 2007 | 2010 |
| ---- | ---- | ---- |
| 164  | ↘151 | ↘125 |

## Инфраструктура
В деревне по данным на 2007 год функционируют 1 учреждение здравоохранения и 1 учреждение образования.